# Marija Iwanowna Konowalowa

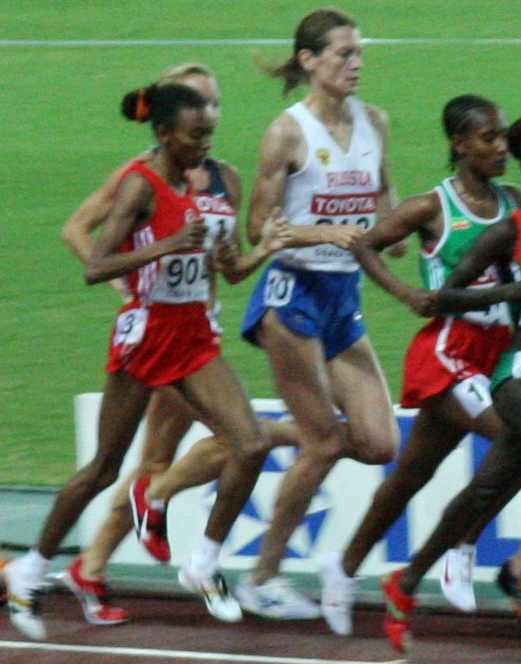
Marija Konowalowa (Mitte) bei den Weltmeisterschaften 2007

Marija Iwanowna Konowalowa (russisch Мария Ивановна Коновалова, engl. Transkription Mariya Konovalova, geb. Пантюхова – Pantjuchowa – Pantyukhova; * 14. August 1974 in Angarsk) ist eine ehemalige russische Langstreckenläuferin.

## Leben
2006 wurde sie Vizeeuropameisterin im Crosslauf. Bei den Weltmeisterschaften 2007 in Osaka belegte sie im 5000-Meter-Lauf den elften Platz.
2008 gelang ihr bei den Russischen Meisterschaften ein gewaltiger Durchbruch, als sie über 5000 m Dritte in 14:38,09 min und über 10.000 m Zweite in 30:59,35 min wurde.
Bei den Olympischen Spielen in Peking startete sie dann über 10.000 m und wurde Fünfte mit einem weiteren persönlichen Rekord von 30:35,84 min.
Im Jahr darauf wurde sie bei den Weltmeisterschaften in Berlin Elfte über 10.000 m, und bei den Leichtathletik-Europameisterschaften 2010 in Barcelona wurde sie Fünfte über 5000 m.
Bei ihrem Debüt über die 42,195-km-Distanz kam sie beim London-Marathon 2010 auf den 16. Platz. Im Herbst verbesserte sie sich um mehr als elf Minuten und wurde Dritte beim Chicago-Marathon 2010.
Am 5. November 2015 wurde bekannt, dass sie wegen Unregelmäßigkeiten in ihrem Biologischen Pass für zwei Jahre vom russischen Leichtathletikverband gesperrt wurde. Außerdem wurden alle Ergebnisse seit 14. August 2009 gestrichen.
Marija Konowalowa ist 1,78 m und wiegt 62 kg. Sie lebt in Moskau und startet für den Club der Russischen Armee.

## Persönliche Bestzeiten
- 2000 m (Halle): 5:38,98 min, 7. Januar 2010, Jekaterinburg
- 3000 m: 8:42,99 min, 18. August 2007, Irkutsk
  - Halle: 8:49,52 min, 9. Februar 2008, Moskau
- 5000 m: 14:38,09 min, 19. Juli 2008, Kasan
  - Halle: 15:42,37 min, 18. Februar 2009, Stockholm
- 10.000 m: 30:31,03 min, 23. Juli 2009, Tscheboksary
- Halbmarathon: 1:11:02 h, 11. September 2010, Nowosibirsk
- Marathon: 2:23:50 h, 10. Oktober 2010, Chicago